# گابیانو
گابیانو (به ایتالیایی: Gabiano) یک کومونه در ایتالیا است که در استان آلساندریا واقع شده‌است.

## خصوصیات
گابیانو ۱۷٫۸۱ کیلومترمربع مساحت و ۱٬۲۵۴ نفر جمعیت دارد و ۳۰۰ متر بالاتر از سطح دریا واقع شده‌است.